# Park Chung-hee
Dans ce nom coréen, le nom de famille, Park, précède le nom personnel.
Park Chung-hee (en coréen : 박정희), né le 30 septembre 1917 à Gumi et mort assassiné le 26 octobre 1979 à Séoul, est un militaire et homme d'État sud-coréen, président de la République de 1962 à 1979. Sous son régime autoritaire, la Corée du Sud prend son essor économique pour se hisser parmi les vingt pays les plus riches de la planète.

## Situation personnelle
Park Chung-hee est né à Gumi, une petite ville dans le Gyeongsang du Nord, près de Daegu, le 30 septembre 1917. Sous l’occupation japonaise, il a porté également les noms de Takaki Masao et Okamoto Minoru. Il est diplômé de l'académie militaire japonaise de Mandchourie en 1944. 

## Carrière militaire
Il sert en Chine dans l’Armée du Kwantung en tant qu'officier pendant les derniers mois de la Seconde guerre mondiale. Il reçut une montre en or de l'empereur Hirohito en récompense de ses services. Ce passage dans l’armée collaborant avec le Japon est très important pour la suite de la carrière de Park Chung-hee : d’une part, la génération des anciens des troupes de supplétifs coréens fournit de nombreux acteurs lors du coup d’État de 1961 ; d’autre part, Park Chung-hee attribue publiquement ses principes de gouvernement à l’instruction reçue à l’académie militaire japonaise formant les recrues de l’armée du Guandong.
Soupçonné de participation à une cellule communiste au sein de l'armée sud-coréenne et de projeter un soulèvement, il est condamné à mort, puis gracié, en 1948. Il dénonce alors d'autres membres du complot supposé. Son frère communiste est exécuté pour ce motif. Cet épisode reste énigmatique, Park étant alors un collaborateur des services de renseignement. 
Pendant la guerre de Corée, le manque d’effectifs conduit à la réintégration des anciens officiers coréens de l’armée impériale japonaise, lesquels avaient été dégradés pour collaboration avec l'occupant. Park Chung-hee est chargé d'organiser à l’arrière les services du renseignement militaire.

## Président de la république de Corée

### Coup d’État de 1961
Le 16 mai 1961, Park prit la tête d'un coup d'État militaire qui renversa le gouvernement civil du Premier ministre Chang Myon, de sensibilité conservatrice libérale, tout en maintenant en fonction pendant un an le président Yun Po-sun. Ce dernier avait donné son appui aux putschistes, déclarant au commandant des troupes américaines en Corée que « la Corée a besoin d'un gouvernement fort ». Les États-Unis, constatant que les élites locales soutenaient l'instauration d'un régime autoritaire par crainte de la gauche, ne s'opposèrent pas au coup d’État. 
Le pays est alors l'un des plus pauvres au monde, distancé économiquement par la Corée du Nord, et l’immense masse de la population vit dans une misère noire. Park entreprend de purger les institutions, très corrompues.
Dirigeant politique de fait du pays, Park devint président du Conseil suprême pour la Reconstruction nationale en juillet 1961, et entend fonder son régime sur le resserrement des liens avec les États-Unis, l'anticommunisme, la modernisation économique et un militarisme inspiré du Japon des années 1930. Après la démission du président Yun en mars 1962, Park succéda à ce dernier comme président intérimaire. Mais face aux pressions de l'administration Kennedy, un gouvernement civil fut rétabli. Une nouvelle constitution fut adoptée puis des élections générales furent organisées en octobre 1963. Park remporta la présidentielle le 15 octobre 1963 et fut investi président de la République le 17 décembre suivant. Il devait par la suite être réélu à quatre reprises en 1967, 1971, 1972 et 1978.

### Politique économique

#### Industrialisation
Park Chung Hee met en place une politique d’industrialisation accélérée sous la direction d’une planification autoritaire. Le premier plan quinquennal est lancé en 1962 et sera suivi de deux autres. La Corée applique un protectionnisme strict tant à l’égard de sa production agricole (interdiction d’importation de riz) qu’industrielle. Par ailleurs l’État prend possession de l’ensemble du système financier et n’emprunte que très peu sur les marchés internationaux. 
Sous son gouvernement, on vit le développement des chaebol, sociétés familiales soutenues par l’État dont le système est similaire à celui des zaibatsu japonais. On compte, entre autres, parmi ces sociétés, Hyundai, LG et Samsung. Mais le développement économique de la Corée du Sud se poursuit au prix de sacrifices importants pour la classe ouvrière : le gouvernement ne reconnait pas de salaire minimum ou de congé hebdomadaire, impose des périodes de travail gratuit à son bénéfice et les journées de travail sont d'une durée de douze heures. En outre, les syndicats et les actions collectives ouvrières sont interdits.
Les progrès économiques de la Corée du Sud sont fulgurants. Les exportations, qui ne représentaient que 50 millions de dollars en 1960, dépassent le milliard de dollars en 1970, puis les 10 milliards à la fin de la décennie. Le pays reste néanmoins fragile. L’une des principales recettes de devises étrangères sont les retombées financières de l’envoi de 320 000 soldats combattre au Vietnam aux côtés de l'armée américaine.

#### Normalisation des relations avec le Japon
Il normalisa les relations avec le Japon en 1965 avec le traité nippo-sud-coréen du 22 juin 1965. Ce traité fut très mal accueilli et causa une agitation généralisée car les méfaits japonais de la Seconde Guerre mondiale étaient encore trop présents dans les esprits des deux Corées. Néanmoins, en renonçant aux réparations de guerre et aux excuses en échange d'investissements, Park permit l'arrivée de capitaux japonais dans le pays.[réf. nécessaire]
Le traité prévoit le partenariat économique entre les deux pays, ainsi que le versement non pas de réparations de guerre, mais d’une assistance japonaise au développement de la Corée de 300 millions de dollars, auxquels s'ajoutent 200 millions de prêts bancaires. (Voir aussi l'article Traité nippo-sud-coréen du 22 juin 1965.)

#### Guerre du Vietnam
Park Chung-hee décide d'envoyer 300 000 soldats faire la guerre aux côtés des États-Unis au Vietnam dès septembre 1964 en l’échange d’une aide financière substantielle et d’investissements dans les consortiums nationaux. Environ 16 000 d’entre eux ont été tués et 65 % des soldats furent exposés à l'« agent orange », cette substance chimique, extrêmement toxique, massivement déversée par les forces américaines au Vietnam. Les troupes furent également responsables de très nombreuses exactions contre la population civile, notamment des massacres et des viols. Le massacre de Binh Hoa (Sud-Vietnam) lors duquel 430 civils – dont 166 enfants – sont tués, en est emblématique. Au total, environ 8 000 civils vietnamiens ont été exécutés par l'armée sud-coréenne au cours de la guerre,.

#### Corruption et aide économique américaine
Park n'encourt pas les accusations de corruption des militaires qui lui ont succédé[réf. nécessaire]. En effet, il considérait important d'affecter un style de vie austère s’il voulait demander aux Coréens des sacrifices pour la prospérité future. Il s'habillait simplement et mélangeait son riz avec de l'orge pour l'économiser. Pourtant, selon le témoignage d'un ancien responsable des services secrets, il détournait à son avantage une petite portion des investissements étrangers en Corée du Sud.
L'aide économique américaine (de 600 à 900 millions de dollars par an) entraîne des scandales de corruption révélés dans les années 1970 : nombre de parlementaires, journalistes, universitaires et membres de l'administration américaine percevait des pots-de-vin du régime sud-coréen afin d'augmenter cette aide, et de défendre l'image du régime sud-coréen auprès de l'opinion publique. Des sociétés privées américaines, en particulier dans le secteur pétrolier, ont aussi contribué au financement des autorités sud-coréennes en échange de contrats (la Gulf Oil a ainsi dépensé 4 millions de dollars pour la réélection de Park Chung-hee en 1967).

### Répression
Les services secrets (Korea Central Intelligence Agency) contrôlent l'ensemble du pays, avec plus de quarante mille employés réguliers et un million de correspondants. Les ouvriers grévistes, les protestataires ou les signataires de simples pétitions s'exposent à de longues peines de prison et à la torture. L'ensemble de la société est placée sous une surveillance constante.
Après presque dix ans au pouvoir, dans un régime électoral qui vit Park remporter de justesse une élection présidentielle très serrée contre Kim Dae-Jung en 1971, Park instaura l'état d'urgence et adopta la constitution yusin en 1972, ce qui transforma effectivement la présidence en régime dictatorial légal : il devient alors président à vie.
À partir de 1973, il lança un programme de conversion forcée des prisonniers politiques, auquel des détenus communistes comme Ri In-mo refusèrent de se soumettre. Il donne son accord au moins tacite à la tentative d'assassinat contre Kim Dae-jung, enlevé en août 1973 à Tokyo et libéré in extremis grâce à la pression de l'ambassadeur Philip Habib, qui agit de sa propre initiative, malgré le soutien de l'administration Nixon au régime sud-coréen. En octobre 1979, Kim Hyung-wook, chef des services secrets jusqu'à sa défection en 1973, disparait à Paris, probablement assassiné par des agents sud-coréens. Le régime fait interdire les mini-jupes et les cheveux longs.

### Nettoyage social
En 1975, afin de préparer la candidature de la Corée du Sud à l’organisation des Jeux olympiques de 1988, Park Chung-hee donna l’ordre à la police de « purifier » les rues et d’en expulser mendiants, vagabonds et marchands à la sauvette qui donnaient une mauvaise image du pays à l'étranger. Les victimes de cette campagne de nettoyage social, au nombre de plusieurs dizaines de milliers, furent envoyées dans des camps et soumises aux travaux forcés, sans être payées, et exposées à la torture et à des viols répétés. Officiellement, 513 personnes sont mortes d'épuisement dans ces camps, mais leur nombre pourrait être beaucoup plus élevé.

### Assassinat
Le 21 janvier 1968, 31 agents de la Corée du Nord, connu comme l'Unit 24 attaquent le palais présidentiel à Séoul mais échouent à abattre Park Chung Hee,. Lors des combats, 28 Nord-coréens, 68 Sud-coréens et 3 Américains sont tués.
Le 15 août 1974, une tentative d'assassinat par Moon Se-gwang (un agent nord-coréen selon Séoul) échoua, mais causa la mort de son épouse Yuk Young-soo. Park fut lui-même assassiné le 26 octobre 1979 par Kim Jae-gyu, son ami de longue date, alors à la tête de la KCIA (Agence centrale du renseignement coréenne), la police secrète sud-coréenne. Kim Jae-kyu et d'autres membres de la KCIA accusés de participation au complot sont torturés et exécutés.
Park Chung-hee est le père de Park Geun-hye, élue présidente de la République, le 19 décembre 2012. Elle s'est timidement excusée pour les dégâts causés par son père sous son régime. Néanmoins, elle rend obligatoire l'usage de manuels d’histoire approuvés par son gouvernement célébrant le régime.